# Dorialus conspersa
Dorialus conspersa är en insektsart som först beskrevs av Walker 1996.  Dorialus conspersa ingår i släktet Dorialus och familjen kilstritar. Inga underarter finns listade i Catalogue of Life.